# 장덕진 (1913년)
장덕진(張德鎭, 1913년~1985년 1월 7일)은 대한민국의 의사, 정치인이다. 제8대 국회의원을 지냈다.
1978년 동아일보 보도에 의하면, 정계 은퇴 후 병원을 차렸다.
1985년 청주시 자택에서 별세했다.

## 약력
- 경성제국대학 의학부 졸업
- 의학박사
- 충북도립병원 청주의원장
- 충청북도 의사회장
- 대한결핵협회 충북지부장
- 민주공화당 충북지부 부위원장
- 민주공화당 충북 청주시 당위원장

## 역대 선거 결과
| 실시년도 | 선거  | 대수 | 직책     | 선거구 | 정당       | 득표수      | 득표율         | 순위        | 당락 | 비고 |
| -------- | ----- | ---- | -------- | ------ | ---------- | ----------- | -------------- | ----------- | ---- | ---- |
| 1971년   | 총선  | 8대  | 국회의원 | 전국구 | 민주공화당 | 6,254,921표 | \| \| 48.8% \| | 전국구 24번 |      | 초선 |
|          | 48.8% |      |          |        |            |             |                |             |      |      |